# David Peach
David Sidney Peach (Bedford, 21 gennaio 1951) è un ex calciatore inglese, di ruolo difensore.

## Carriera

### Club

#### Gillingham
Dopo aver militato nell'accademia del Chelsea, nel maggio 1966 decise di trasferirsi nel settore giovanile del Gillingham, venendo poi convocato in prima squadra tre anni più tardi. Nel 1972 Peach venne espulso in una gara contro l'Hartlepool United suscitando molto scalpore tra i tifosi della squadra, poiché all'epoca le espulsioni in campo erano considerate molto poco frequenti. Successivamente venne nominato all'interno della Squadra dell'Anno della stagione 1973-1974.

#### Southampton
Le sue ottime prestazioni con la maglia del Gillingham interessarono notevolmente l'allora tecnico del Southampton Lawrie McMenemy, che decise di acquistarlo a titolo definitivo nel gennaio 1974 per una cifra di 50000 £. Debuttò con i Saints in una sconfitta per 7-0 in casa dell'Ipswich Town. Il 3 aprile 1976 realizzò una rete fondamentale su calcio di rigore in una gara valida per le semifinali di FA Cup contro il Crystal Palace. Raggiunta la finale, la squadra di Peach finì per interfacciarsi con il Manchester United, riuscendo poi ad aggiudicarsi il trofeo vincendo per 1-0. Nel 1979 disputò da titolare la finale di Coppa di Lega contro il Nottingham Forest: Peach mise a segno la rete che aprì le marcature al 16º minuto della gara, salvo poi subire una doppietta da Garry Birtles e un'altra rete da Tony Woodcock nella ripresa. La gara si concluse per 3-2 in favore dei Reds. Con questa finale, Peach divenne l'unico giocatore assieme a Nick Holmes a disputare due finali di coppa con la maglia del Southampton. Il 18 agosto 1979, dopo aver messo a segno un calcio di rigore contro il Manchester United, venne riconosciuto come il terzino con il numero di reti più alto nella storia della Football League.

#### Swindon Town e Leyton Orient
Nel marzo 1980 venne ceduto allo Swindon Town per una cifra di 150000 £ con lo scopo di sostituire John Trollope, che decise di appendere gli scarpini al chiodo proprio in quel periodo. Il suo debutto con la nuova maglia fu molto difficile per Peach, che assistette la propria squadra subire una pesante sconfitta per 6-2 contro il Millwall. Quella prestazione incolore, aggiunta alla quota di trasferimento pagata per acquistarlo, rovinò notevolmente la reputazione di Peach con la società, che decise di rescindere il suo contratto nel marzo 1982 in seguito ad alcuni problemi finanziari.
Poco dopo, venne acquistato a parametro zero dal Leyton Orient e la squadra ebbe un significativo cambiamento a tal punto da salire in Third Division e di sfiorare addirittura la promozione in Second Division. Si ritirò dalle attività agonistiche nel 1983 dopo aver totalizzato 47 presenze e messo a segno 6 reti in campionato.

### Nazionale
Giocò per la nazionale Under-21 inglese tra il 1977 e il 1978, totalizzando otto presenze.

## Palmarès

### Club

#### Competizioni nazionali
- Coppa d'Inghilterra: 1

Southampton: 1975-1976